# Balclutha cheesmanae
Balclutha cheesmanae är en insektsart som beskrevs av Knight 1987. Balclutha cheesmanae ingår i släktet Balclutha och familjen dvärgstritar. Inga underarter finns listade i Catalogue of Life.